# Tekki Sandan
Tekki Sandan è il kata più avanzato della serie Tekki. La traduzione originale è "combattere mantenendo la posizione", infatti ci si sposta solo in orizzontale, mentre la traduzione giapponese è "cavaliere di ferro", a causa della posizione kiba-dachi, molto solida, sulla quale viene eseguito tutto il kata.

## Storia
Il kata era stato originariamente ideato da Sokan Matsumura, che lo trasmise ad Anko Itosu, uno dei due maestri di Gichin Funakoshi. Lievemente modificato da Itosu, fu poi modernizzato da Funakoshi per favorirne l'apprendimento dei più giovani.